# Pisarzowce
Pisarzowce – kolonia wsi Szczęsnowicze w Polsce, położona w województwie podlaskim, w powiecie sokólskim, w gminie Szudziałowo.
Folwark w powiecie sokólskim województwa białostockiego II Rzeczypospolitej.
W latach 1975–1998 kolonia administracyjnie należała do województwa białostockiego.